# Riho
Riho (里歩, Riho, 4 de junho de 1997) é uma lutadora de wrestling profissional japonesa que atualmente trabalha para a All Elite Wrestling (AEW), onde foi a primeira lutadora a conquistar o AEW Women's World Championship.
Ela foi treinada por Emi Sakura e estreou na promoção Ice Ribbon em maio de 2006, aos nove anos. Ela trabalharia para a promoção pelos próximos seis anos, tornando-se a primeira Campeã da Tríplice Coroa, tendo vencido o ICE×60 Championship, o International Ribbon Tag Team Championship e o Triangle Ribbon Championship uma vez cada. Ela também venceria o Jiyūgaoka 6-Person Tag Team, Sea Of Japan 6-Person Tag Team e UWA World Trios Championship, unificando os três títulos em julho de 2010, fazendo parceria com The Great Kojika e Mr. Riho deixou a Ice Ribbon em setembro de 2012 para ingressar na Gatoh Move Pro Wrestling, uma nova promoção fundada por Sakura que havia deixado a Ice Ribbon em janeiro do ano anterior. Em novembro de 2014, Riho venceu o IWA Triple Crown Championship.
Em maio de 2019, Riho começou a fazer aparições para a AEW. Ela derrotou Nyla Rose para se tornar a Campeã Mundial Feminina inaugural da AEW, mantendo o título por 133 dias antes de Rose derrotá-la no AEW Dynamite. Riho também começou a aparecer no World Wonder Ring Stardom, trabalhando em conjunto com seus compromissos com a AEW. Ela venceu o High Speed Championship em sua primeira luta pela promoção e manteve o título por 351 dias, perdendo para AZM em julho de 2020.

## Carreira no wrestling profissional

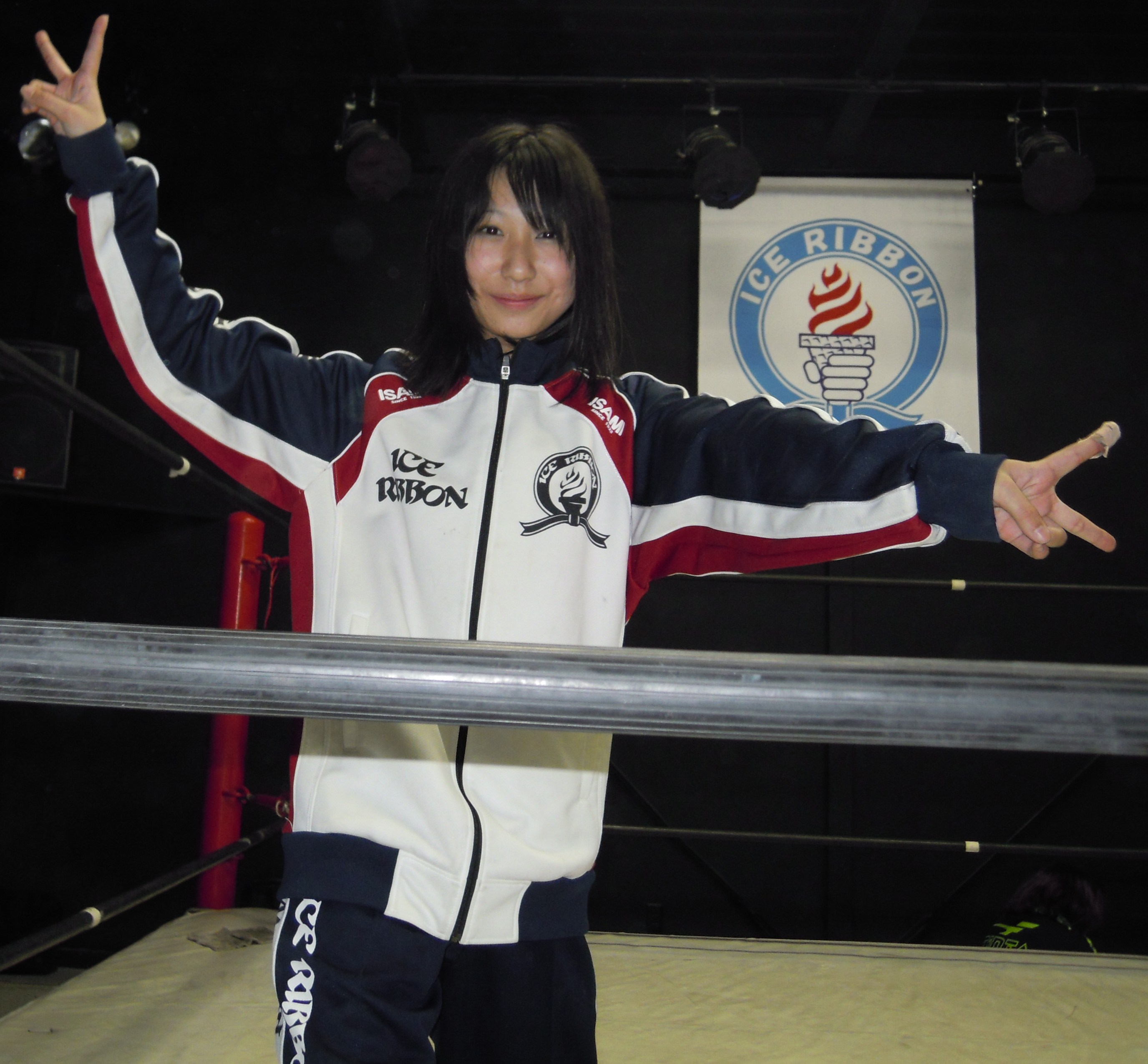
Lutador profissional japonês, Riho, 27 de fevereiro de 2010, Ice Ribbon.

### All Elite Wrestling (2019–presente)
Em 25 de maio de 2019, Riho fez sua estreia pela All Elite Wrestling (AEW), competindo em uma luta de trios no evento Double or Nothing. Em 29 de junho no Fyter Fest, ela participou e venceu uma luta three-way. Em 31 de agosto no All Out, Riho derrotou Hikaru Shida, avançando para enfrentar Nyla Rose no episódio de 2 de outubro do Dynamite para coroar a primeira Campeã Mundial Feminina da AEW. Em 2 de outubro, ela derrotou Rose para se tornar a campeã inaugural. Riho fez defesas de título com sucesso contra Britt Baker no Dynamite, sua mentora Emi Sakura no Full Gear, e em uma luta four-way contra Baker, Shida e Rose no Dynamite. Em 8 de janeiro de 2020, no episódio do Dynamite, ela defendeu com sucesso o título em uma luta contra Kris Statlander, devido à interferência da Nightmare Collective (Awesome Kong, Brandi Rhodes, Dr. Luther e Mel) contra Kris Statlander, que fez com que Baker, Big Swole e Shida viessem a defender do grupo. No episódio de 12 de fevereiro do Dynamite, Riho perdeu o AEW Women's World Championship para Rose, encerrando seu reinado em 133 dias. Após um hiato de 11 meses devido a restrições de viagem resultantes da pandemia de COVID-19, foi anunciado em janeiro de 2021 que Riho voltaria à ação e participaria do torneio AEW Women's World Title Eliminator. No episódio de 17 de fevereiro do Dynamite, Riho derrotou a Campeã Mundial Feminina da NWA, Serena Deeb, na rodada de abertura em uma luta não válida pelo título. Nas semifinais da chave americana, que foi ao ar em 28 de fevereiro no B/R Live, Riho perdeu para a ex-Campeã Mundial Feminina da NWA Thunder Rosa. No episódio de 26 de novembro do Rampage, Riho enfrentou Britt Baker (com a estipulação de que se Riho vencesse, ela ganharia uma oportunidade pelo título), e venceu a luta.
Em 8 de janeiro de 2022, na AEW Battle of the Belts, Riho enfrentou Baker pelo AEW Women's World Championship, que Riho perdeu por submissão. Em 31 de janeiro, foi anunciado que Riho sofreu uma fratura na clavícula e voltou ao Japão. Após quase quatro meses de inatividade devido a uma lesão, no episódio de 6 de maio do Rampage, Riho participou da Owen Hart Cup e derrotou Yuka Sakazaki na luta classificatória, e no episódio seguinte do Rampage, ela foi derrotada por Ruby Soho nas quartas de final.

### World Wonder Ring Stardom (2019–2020)
Em 24 de julho de 2019, Riho fez uma aparição surpresa na World Wonder Ring Stardom, anunciando que lutará pela empresa a partir de agosto. Em sua luta de estreia em 10 de agosto, ela venceu o High Speed Championship de Death Yama-san após derrotar Starlight Kid em uma luta three-way. Ela defendeu com sucesso seu título contra Death Yama-san em 29 de setembro. De 14 de outubro a 4 de novembro, ela se juntou a Starlight Kid para participar da Goddesses Of Stardom Tag League 2019 como parte do bloco Red Goddess; elas não conseguiram avançar para as finais, mas conseguiram uma vitória sobre as detentoras do Goddess of Stardom Championship Jungle Kyona e Konami. Em 14 de dezembro, elas desafiaram sem sucesso as campeãs em uma luta pelo título. Riho fez sua primeira aparição desde 16 de fevereiro de 2020, em 11 de julho, após a empresa entrar em hiato devido à pandemia de COVID-19. Ela se juntou a Campeã Mundial da Stardom Mayu Iwatani para derrotar AZM e Momo Watanabe. Em 26 de julho, Riho perdeu o High Speed Championship para o AZM, em uma luta three-way que também envolveu Starlight Kid. No final de dezembro, Dave Meltzer confirmou que Riho não iria mais aparecer para a promoção devido a compromissos da AEW.

## Títulos e prêmios
- All Elite Wrestling
  - AEW Women's World Championship (1 vez, inaugural)[34]
- DDT Pro-Wrestling
  - Jiyūgaoka 6-Person Tag Team Championship (1 vez) – com The Great Kojika e Mr. #6[35][36][37]
  - Sea Of Japan 6-Person Tag Team Championship (2 vezes) – com Kenny Omega e Mr. #6 (1), e The Great Kojika e Mr. #6 (1)[35][36][37][38]
  - UWA World Trios Championship (1 vez) – com The Great Kojika e Mr. #6[35][36][37]
- Fuka Matsuri
  - Fuka Matsuri Rumble (2010)[39]
- Gatoh Move Pro Wrestling
  - Asia Dream Tag Team Championship (2 vezes) – com Kotori (1) e Makoto (1)[40]
  - IWA Triple Crown Championship (2 vezes)[41][42][43]
  - Super Asia Championship (1 vez)[44]
  - Gatonun Climax (2014)[45]
  - Go Go! Green Curry Khob Khun Cup (2013) – com Antonio Honda[46]
  - Super Asia First Champion Determination Tournament (2017)[44]
- Ice Ribbon
  - ICE×60 Championship (1 vez)[35][36][37]
  - International Ribbon Tag Team Championship (1 vez) – com Yuki Sato[35][36][37]
  - Triangle Ribbon Championship (1 vez)[35][36][37]
  - Teens5 Tournament (2012)[47]
  - Primeira campeã da Tríplice Coroa[36]
- Pro Wrestling Illustrated
  - A PWI colocou Riho na 8ª colocação das 100 melhores lutadoras na PWI Women's 100 em 2020[48]
- Singapore Pro Wrestling
  - Queen of Asia Championship (1 vez)[49]
- World Wonder Ring Stardom
  - High Speed Championship (1 vez)